# Deinopis cylindrica
Deinopis cylindrica är en spindelart som beskrevs av Pocock 1898. Deinopis cylindrica ingår i släktet Deinopis och familjen Deinopidae. Inga underarter finns listade i Catalogue of Life.